# IC 1196
IC 1196 ist eine Spiralgalaxie vom Hubble-Typ Sa im Sternbild Serpens am Himmelsäquator. Sie ist schätzungsweise 222 Millionen Lichtjahre von der Milchstraße entfernt.
Das Objekt wurde am 7. April 1888 von Lewis Swift entdeckt.